# مطار العاصمة الدولي
مطار العاصمة الدولي (بالإنجليزية: Capital International Airport)‏ هو مطار العاصمة الإدارية الجديدة لجمهورية مصر العربية، وكان من المقرر تسميته بـ «مطار القطامية الدولي»  الا أن قربه من العاصمة الادارية جعل لتسميته بمطار العاصمة الدولي.

## موقع المطار
يقع مطار العاصمة الدولي بمنطقة القطامية بالقاهرة الجديدة وعلي بعد عدة كيلومترات من العاصمة الادارية الجديدة، كما يبعد حوالي 30 كيلومتر جهة الشرق من مطار القاهرة الدولي، كما يربط المطار بين طريق القاهرة - السويس عن طريق تقاطع حر للحد من الزحام المروري.

## إنشاء المطار
صمم وأنشئ وفقا لأعلى المواصفات العالمية وبالاعتماد على خبرات مصرية فقط وشركات وطنية وبإشراف من الهيئة الهندسية للقوات المسلحة، واشتركت في أعمال تنفيذه شركتي حسن علام للمقاولات التي اختصت بالإنشاءات الإدارية والمقاولون العرب التي أنشأت حقل الطيران والطرق الداخلية.

## مرافق المطار
تبلغ مساحة المطار 16 كيلومتر مربع، ويتكون مبني الركاب من صالة وصول وصالة مغادرة وصالة لكبار الزوار ومنطقة الجوازات والجمارك و منطقة المطاعم والأسواق الحرة، ويتسع لأكثر من 300 مسافر في الساعة، كما يحتوي المطار علي مدرج رئيسي بطول 3650 متر وعرض 60 متر ومنطقة انتظار للطائرات تتسع لأكثر من 80 طائره من الحجم الكبير. كما يحتوي المطار علي منطقة انتظار للسيارات تستوعب أكثر من 500 سيارة، ومسجد كبير علي مساحة 850 متر مربع.
نظام الهبوط الآلي بالمطار ILS/DME :
تم تزويد المطار بنظام هبوط آلي ILS/DME للإتجاه 01L و هو يتكون من محطة تحديد محور المدرج ( Localizer ( LLZ و محطة تحديد زاوية الهبوط (Glide Path (GP و جهاز قياس المسافة ( DME ) وقد أشرفت الشركة الوطنية لخدمات الملاحة الجوية NANSC بالتعاون مع القوات المسلحة المصرية في إنشاء هذا النظام الذي يمكن الطيارين من الهبوط الآمن .

## التشغيل التجريبي
تم افتتاح المطار تجريبيا في 10 يوليو 2019 بحضور كل من الفريق يونس المصري وزير الطيران المدني والدكتورة رانيا المشاط وزيرة السياحة لخدمة مناطق بدر والشروق والعاصمة الادارية الجديدة وهليوبوليس.

## الخطوط الجوية
| شركـات طيـران           | الوجهات                              |
| ----------------------- | ------------------------------------ |
| خطوط ترافل سيرفس الجوية | موسمي عارض: مطار فاكلاف هافيل الدولي |